# Gabriel Charlopeau
 (novembre 2015).
Gabriel Charlopeau, né le 21 septembre 1889 à Fontenay-le-Comte (Vendée), et mort le 16 juin 1967 à Nieul-sur-Mer (Charente-Maritime), est un peintre français.

## Biographie
Gabriel Charlopeau est le fils de Charles Victor Henri Charlopeau (1842-1906), marchand drapier, et de Louise Bernard (1849-1922).
C'est sur les conseils de son professeur de dessin du collège de Fontenay-le-Comte qu'il s'inscrit à l'École des beaux-arts de Nantes où il est l'élève d'Emmanuel Fougerat, puis à l'Académie Julian à Paris à partir d'octobre 1906, dans l'atelier de Marcel Baschet. Avec un autre Rochelais, Georges Morvan, il complète sa formation au cours de Samuel Roche à l'École des beaux-arts de Paris jusqu'en 1912.
En 1913, il s'installe dans la banlieue de La Rochelle où sa mère demeurait depuis peu. Il est mobilisé pendant la Première Guerre mondiale, puis revient à La Rochelle.
Il est le père de deux filles.
En 1920, Gabriel Charlopeau s'installe à Nieul-sur-Mer et expose la même année au Salon d'automne, puis au Salon des indépendants et au Salon de la Société nationale des beaux-arts.
En 1921, il illustre de quatre bois gravés le livre de Guy Lavaud, Six Images, édité aux Éditions d'Art André puis, en 1923, à nouveau quatre bois gravés pour le recueil de luxe de Francis Carco, Philippe Chabaneix, Tristan Derème et Vincent Muselli, Quatre poèmes. Il illustre de quatre bandeaux et de quatre culs de lampe le livre d'Hector Talvart, Billets à Corentine sur diverses manières de jouir et de souffrir puis, en 1935, le livre de Ferdinand Duviard, Aspects.
En 1926, Charlopeau expose au Nouveau Salon, et sa toile Le Chemin d'Aunis est acquise par l'État pour la Légation de France à La Haye. En 1927, il est nommé sociétaire du Salon d'automne où il exposera régulièrement par la suite. Sa toile L'Orage est acquise par l'État pour le musée des beaux-arts de Nantes. En 1928, il expose au Salon d'automne un Portrait de Geneviève C. et la toile Rue à Lauzières (Aunis). 
Ses voyages vont influer sur sa peinture. Il voyage en Espagne en 1928 en compagnie de son ami Aberlado Muro et, de 1928 à 1931, il séjourne plusieurs fois en Provence chez le peintre Jacques Nervat.
En 1933, il passe l'été aux Sables-d'Olonne avec le peintre Albert Marquet.
Gabriel Charlopeau perd la vue en 1945 et ne la retrouve qu'un an plus tard après plusieurs interventions.
En 1957, il peint à Tours, puis à Chaniers et sur le cours de la Charente.
Il est promu officier de l'ordre national du Mérite en 1960.
Il meurt à Nieul-sur-Mer le 16 juin 1967.

## Collections publiques
En 1937 sa toile intitulée Marine est acquise par la ville de Paris, en 1947 des toiles sont acquises par la ville de Fontenay-le-Comte et, en 1951, la toile Les Pivoines est acquise pour le musée des beaux-arts de La Rochelle
- La prairie à Fontenay-le-Comte, 1909, huile sur carton, musée de Fontenay-le-Comte ;
- Vue de Fontenay-le-Comte, non daté, huile sur toile, musée de Fontenay-le-Comte ;